# Colobopterus propraetor
Colobopterus propraetor är en skalbaggsart som beskrevs av Vladimir Balthasar 1932. Colobopterus propraetor ingår i släktet Colobopterus och familjen Aphodiidae. Inga underarter finns listade i Catalogue of Life.